# TKO (chanson)
Singles de Justin Timberlake
Take Back the Night
(2013) Not a Bad Thing
(2014)
TKO est une chanson du chanteur pop américain Justin Timberlake, 2e single issu de son quatrième album studio, The 20/20 Experience: 2 of 2. TKO est l'abréviation de technical knockout en boxe (KO technique), qui est la décision d'un arbitre jugeant qu'un combattant n'est pas apte à continuer le match.
L'expression apparaît également dans le titre "Love TKO", septième titre de l'album "TP" du chanteur de soul et de R&B Teddy Pendergrass paru en 1980. Le single issu de l'album s'est classé second au Billboard R&B la même année. Dû à Cecil & Linda Womack, le titre apparaît pour la première fois sur le premier album du chanteur de soul David Oliver 'Here's To You'.

## Sample
TKO contient un sample de "Somebody's Gonna Off the Man" de Barry White.
L'instrumental de TKO, créée par Timbaland, a été donnée à la base au rappeur de Young Money Short Dawg en featuring avec Bun B sur "You Know I'm Fresh" pour sa mixtape Southern Flame Spitta 5. La production a été en effet recyclée par Timbaland.

## Clip vidéo
Le clip met en scène Justin Timberlake et une femme (incarné par Riley Keough), qui semblent avoir une relation compliquée. Une relation comme un combat de boxe avec beaucoup de conflits. À la fin du clip, la femme jette Justin dans une falaise trainé par une voiture en marche. Ce qui explique le titre TKO, il perd le combat. 

## Classement hebdomadaire
| Classement (2013)               | Meilleure position |
| ------------------------------- | ------------------ |
| Allemagne (Media Control AG)    | 71                 |
| Belgique (Flandre Ultratip 100) | 59                 |
| Canada (Hot 100)                | 28                 |
| Irlande (IRMA)                  | 51                 |
| Suisse (Schweizer Hitparade)    | 68                 |
| Royaume-Uni (UK Singles Chart)  | 31                 |
| États-Unis (Hot 100)            | 54                 |
| États-Unis (Pop Airplay)        | 35                 |
| États-Unis (R&B/Hip-Hop Songs)  | 14                 |

## Historique de sortie
| Pays        | Date              | Format                 | Label                    |
| ----------- | ----------------- | ---------------------- | ------------------------ |
| France      | 20 septembre 2013 | Téléchargement         | Sony                     |
| Allemagne   | 20 septembre 2013 | Téléchargement         | Sony                     |
| Italie      | 20 septembre 2013 | Téléchargement         | Sony                     |
| Royaume-Uni | 20 septembre 2013 | Téléchargement         | RCA                      |
| États-Unis  | 20 septembre 2013 | Téléchargement         | RCA                      |
| États-Unis  | 24 septembre 2013 | Contemporary hit radio | RCA                      |
| Allemagne   | 8 novembre 2013   | CD Single              | Sony Music Entertainment |